# Ruderat
Et ruderat (af latin: rudera = "stenbrokker") er et område, som er præget af tidligere menneskelig udnyttelse. Ofte er jorden stenet, sammenkørt og rig på kvælstof. Den økologiske niche er præget af en række ekstreme forhold: fuld sol, manglende læ og dårlig afdræning (og samtidig: hurtig udtørring). Under disse betingelser kan kun de særligt egnede plantearter etablere sig, og de kaldes derfor under ét for ruderatplanter. 
Så snart ruderatet er dækket af planter, ændres vilkårene vedvarende. Ruderatplanternes dække medfører, at temperaturudsvingene dæmpes, overfladefordampningen bliver nedsat og afstrømningen af overfladevand forsinkes. Planternes rødder bryder den hårde jord og skaber kanaler, hvor vand, CO2 og ilt kan udveksles med atmosfæren. Disse forbedringer skaber nicher for mere krævende stauder, som yderligere forbedrer jordbundsforholdene og mikroklimaet. Dermed er den såkaldte "sekundære" succession gået i gang, og med tiden vil området få den vegetation, som er typisk for egnen.
Ruderatplanterne har altså kun 1-2 år, hvor de kan vokse og sætte frø. Derefter må de overleve som en del af jordens frøpulje og vente på en situation, hvor lys-, fugtigheds- og læforholdene passer dem igen. Denne evne til at vente på bedre tider er også det, der gør ruderatets planter til frygtede ukrudtsplanter. Vore haver og marker byder nemlig på lige præcis de forhold, som giver ruderatplanterne deres chance – og de gør det igen og igen, år efter år.